# Astyanax troya
Astyanax troya är en fiskart som beskrevs av Azpelicueta, Casciotta och Almirón 2002. Astyanax troya ingår i släktet Astyanax och familjen Characidae. Inga underarter finns listade.